# Lanfeust Quest
Lanfeust Quest est une bande dessinée dans le style manga des aventures de Lanfeust. Écrite en sens de lecture japonaise, petit format, noir et blanc et d'un style beaucoup plus typé, cette version revue et corrigée de Lanfeust de Troy est illustrée par Ludo Lullabi.
Les auteurs de Lanfeust, Christophe Arleston et Didier Tarquin, avaient voulu cette série afin que Lanfeust puisse être un jour adapté en dessin animé, le graphisme de Didier Tarquin ne s'y prêtant pas.

## Personnages
- Lanfeust : Très insatisfait de sa capacité à pouvoir faire fondre le métal, Lanfeust rêve d'être un héros. Un jour, au contact d'une certaine épée à pommeau d'ivoire, il se découvre un pouvoir absolu. A lui la grande aventure !
- C'ian : C'est la fille de Nicolède, mais avant tout la petite amie de Lanfeust. Fleur bleue, elle acquiert le pouvoir de guérison.
- Cixi : L'autre fille de Nicolède est une parfaite chipie. Elle peut transformer l'eau en glace ou en vapeur, et ne s'en prive pas pour jouer des mauvais tours !
- Nicolède : C'est le sage du village de Glinin. Il sera le guide de Lanfeust, que les érudits d'Eckmül pourront étudier à loisir.
- Le Chevalier Or-Azur : Venu des Baronnies, il possède l'épée qui donne à Lanfeust son pouvoir absolu. Ce chevalier prétentieux croisera la route de notre héros à plusieurs reprises...
- Hébus : Sauvage. Brutal. Impitoyable. Carnassier. Bref, un troll, quoi ! Le compagnon de route idéal... quand il n'essaye pas de vous manger!

## Tomes
1. (ISBN 2-30200-028-5), paru en décembre 2007
2. (ISBN 2-30200-117-6), paru en juin 2008
3. (ISBN 978-2-302-00322-4), (BNF 41451038), paru en janvier 2009
4. (ISBN 2-30200-634-8), paru en juillet 2009
5. (ISBN 978-2-302-00893-9), (BNF 42175472), paru en janvier 2010

## Accueil critique
- « Destiné à un marché plus large, cette version peine à accrocher. L'humour est moins présent, le héros plus méchant et la présence d'Hébus est presque anecdotique. Les détracteurs y voient une version marketing. »[1]
- « les modifications aux spécificités du format en font un ‘à côté’ intéressant pour ceux qui aiment cette série/monde qui est bien développée... »[1]
- « Lanfeust Quest n’est pas qu’une simple transposition de la série franco-belge Lanfeust de Troy au Manga. Certes, la trame originale demeure mais Arleston et Ludo Lullabi réalisent une parfaite adaptation en prenant en compte les particularités du support. »[2]
- « Définitivement, l’adaptation de Lanfeust au format manga est une réussite qu’il nous tarde de pouvoir continuer à lire. »[3]
- « Les auteurs semblent désormais avoir fini leur mue de transition vers le manga, s’adaptant avec bonheur aux codes du shônen, qui colle bien au personnage de Lanfeust et sa petite troupe... »[4]
- « il faut bien le dire, les dessins sont superbes. Ludo Lullabi maitrise parfaitement ses dessins et le nouveau design des personnages est une réussite. Aucune case n’est bâclée et le rendu est très dynamique... »[5]

## Adaptation
Le manga a été adapté en une série télévisée d'animation en 3D
Le 9 juillet 2014, Disney Channel achète la série Lanfeust Quest pour la diffuser en Allemagne, en Espagne, en Turquie, en Italie, en Belgique, au Moyen-Orient et en Afrique. Contrairement a la BD, les effusions de sang sont absentes pour la censure au jeune public.